# Bahnhof Ochsenfurt
Der Bahnhof Ochsenfurt ist ein Durchgangsbahnhof in der bayerischen Stadt Ochsenfurt. Er liegt im Streckenkilometer 119,0 der Bahnstrecke Treuchtlingen–Würzburg (KBS 920). Der Bahnhof wird im Stundentakt (nachmittags annähernd Halbstundentakt) von Zügen der DB Regio bedient. Auch für den Güterverkehr hat der Bahnhof größere Bedeutung, da in Ochsenfurt auch längere Züge überholt werden können. Bis 1994 zweigte hier die Gaubahn nach Röttingen/Weikersheim ab.

## Geschichte
Der Bahnhof wurde im Rahmen des Baues der Bahnstrecke Treuchtlingen–Würzburg errichtet und am 1. Juli 1864 eröffnet. Er verfügt über ein Empfangsgebäude, einen Güterschuppen sowie weitere Gebäude. Das Empfangsgebäude und der Güterschuppen stehen heute unter Denkmalschutz.
Nachdem 1907 die Gaubahn Ochsenfurt–Röttingen eröffnet worden war, nahm der Betrieb zu. Für den Güterverkehr wurden mehrere Rangier- und Abstellgleise sowie eine Laderampe errichtet.
Die Hauptstrecke wurde 1965 elektrifiziert. Die örtliche Güterverladung wurde aufgegeben.
Auf der Gaubahn wurde 1974 der Personenverkehr und 1992 der Güterverkehr eingestellt. Bei dieser Streckenstilllegung wurden bis 1994 die Gleise entfernt und auf ihrer Trasse, entlang dem Bahnhof, der Straßenzug Südtangente angelegt. Auf der ehemaligen Bahnverbindung verläuft seit 1996 außerhalb von Ochsenfurt ein Bahntrassenradweg.

## Infrastruktur
Der Bahnhof Ochsenfurt verfügt über drei Bahnsteiggleise. Gleis 1 am Hausbahnsteig wird planmäßig nur für Gleiswechsel und Überholungen genutzt. Südlich liegt der Mittelbahnsteig mit den Gleisen 2 und 3. Dieser ist über eine Unterführung zu erreichen, welche jedoch nicht barrierefrei ist. Am Gleis 2 halten Regionalbahnen nach Würzburg und am Gleis 3 die RB-Züge nach Treuchtlingen und Marktbreit. Gleis 1 hat eine Bahnsteighöhe von 33 cm, die an Gleis 2 und 3 sind 76 cm hoch.
Vom Bahnhof führen Gleisanschlüsse zur örtlichen Industrie, vor allem zum Hafen und zur Zuckerfabrik.
Am Bahnhofsvorplatz halten Busse des regionalen Busverkehrs. Außerdem sind P+R-Parkplätze und ein Taxistand vorhanden.

## Betrieb
Der Bahnhof Ochsenfurt wird durch eine Regionalbahn- und eine Regionalexpress-Linie bedient. Der RE 80 wird von Arverio Bayern mit fünfteiligen Siemens Desiro HC (Baureihe 2462) und dreiteiligen Siemens Mireo (Baureihe 2463) betrieben und verbindet Ochsenfurt stündlich mit Würzburg und Treuchtlingen, alle zwei Stunden zudem mit München. Die RB 80, welche zwischen Würzburg und Marktbreit verkehrt, wird durch DB Regio Bayern mit Alstom Coradia Continental (Baureihe 440) gefahren.
| Linie                    | Strecke | Taktfrequenz                                                                 |
| ------------------------ | --- | ---------------------------------------------------------------------------- |
| RE 80                    | Würzburg Hbf – Ochsenfurt – Ansbach – Gunzenhausen – Treuchtlingen ( – Donauwörth – Augsburg Hbf – München Hbf) | Stundentakt Würzburg–Treuchtlingen Zweistundentakt Treuchtlingen–München Hbf |
| RB80                     | Würzburg Hbf – Ochsenfurt – Marktbreit                                                                          | 2 Zugpaare am Nachmittag                                                     |
| Stand: 11. Dezember 2022 | |                                                                              |